# Луи Тулузки
Свети Луи Анжуйски, епископ на Тулуза (на френски: Saint Luiis d'Anjou, Eveque de Toulouse) е член на френския аристократичен род Анжу.

## Произход
Роден е в Бриньол, Прованс (или Ноцеса), втори син на неаполитанския крал Карл II Анжуйски, наричан Куция и кралица Мария Арпад. 

## Биография
Като дете е поверен на Францисканския орден, а впоследствие е ръкоположен за архиепископ на Лион.
На 5 февруари 1296 е избран за епископ на Тулуза и получава управлението на огромната Тулузска епархия (впоследствие папа Йоан XXII я разделя на пет епархии). Назначение му в Тулуза има важно значение за френския крал, към домена на когото Лангедок е присъединен едва през 1271 година, така и за Анжуйската династия, владееща от 1246 година съседния Прованс. Младият епископ, по-рано отказал се от неаполитанската корона, реализира в своята епархия не чуждите политически амбиции, а своята готовност да служи на бедните. Неговата простота на поведение, християнско служене, отказ от разкоша, спечелва любовта към него в област Лангедок, известна като страна на албигойците, където католическото духовенство не се е ползва с авторитет.
Луи бързо печели славата на защитник на бедните, но едва шест месеца след като поема поста на епископ умира.
Умира на 23 години, вероятно от коремен тиф в Бриньол, Южна Франция, където е погребан.

## Канонизация
През 1317 г. е канонизиран за светец от папа Йоан XXII. В католическата иконография св. Луи Тулузски се изобразява като юноша-епископ, често с хвърлената корона долу при краката му. Ден на честване на паметта му от Католическата църква е 19 август.
- Сребърен реликварий на св. Луи Тулузки (Mузей на Клюни)
- Изображение на Свети Луи на миниатюра от Унгарски хроники
- Антонио Виварини, Св. Луи Тулузки, ок.1450, Париж, Лувър
- Симоне Мартини, Св. Луи Тулузски коронясва своя брат Роберт Неаполитански, Неапол, Музей „Каподимонте“